# 塩山郵便局
塩山郵便局（えんざんゆうびんきょく）は山梨県甲州市にある郵便局。民営化前の分類では集配普通郵便局であった。

## 概要
住所：〒404-8799 山梨県甲州市塩山上於曽326
民営化直前の集配業務再編において、多くの集配普通郵便局は統括センターとなったが、当局は配達センターとされたため、民営化後も郵便事業株式会社の支店は併設されず、集配センターが併設された。

## 沿革
- 1874年（明治7年）7月1日 - 千野（ちの）郵便取扱所として開設[1]。
- 1875年（明治8年）1月1日 - 千野郵便局となる。
- 1875年（明治8年）5月 - 七里（ななさと）郵便局に改称。
- 1885年（明治18年）8月1日 - 貯金取扱を開始。
- 1892年（明治25年）5月16日 - 為替取扱を開始。
- 1902年（明治35年）2月6日 - 七里郵便電信局となる。
- 1903年（明治36年）4月1日 - 通信官署官制の施行に伴い七里郵便局となる。
- 19xx年 - 塩山郵便局に改称。
- 1949年（昭和24年）10月1日 - 塩山電報取扱所の廃止に伴い、取扱事務を承継[2]。
- 1951年（昭和26年）10月25日 - 奥野田簡易郵便局の一時閉鎖[3]に伴い、取扱事務を承継[4]。
- 1954年（昭和29年）12月16日 - 神金郵便局から電話交換事務の取扱を移管。
- 1956年（昭和31年）9月1日 - 玉宮簡易郵便局の廃止に伴い、取扱事務を承継。
- 1957年（昭和32年）11月16日 - 特定郵便局から普通郵便局に局種別改定[5]。
- 1964年（昭和39年）3月22日 - 電話交換および和文電報配達業務を、山梨電報電話局塩山分室に移管。
- 1970年（昭和45年）10月1日 - 塩山下西簡易郵便局の廃止に伴い、取扱事務を承継。
- 1973年（昭和48年）5月 - 局舎新築落成。
- 1984年（昭和59年）9月30日 - 牧丘郵便局から集配業務を移管。
- 1988年（昭和63年）3月27日 - 西保郵便局の廃止に伴い、取扱事務を承継。
- 1990年（平成2年）10月26日 - 中牧簡易郵便局の一時閉鎖[6]に伴い、取扱事務を承継。
- 2000年（平成12年）8月14日 - 外国通貨の両替および旅行小切手の売買に関する業務取扱を開始。
- 2006年（平成18年）11月6日 - 三富（みとみ）郵便局から「404-02xx」区域の集配業務を移管[7]。
- 2007年（平成19年）10月1日 - 民営化に伴い、併設された郵便事業山梨支店塩山集配センターに一部業務を移管。
- 2012年（平成24年）10月1日 - 日本郵便株式会社発足に伴い、郵便事業山梨支店塩山集配センターを塩山郵便局に統合。

## 取扱内容
- 郵便、印紙、ゆうパック、内容証明
- 貯金、為替、振替、振込、国際送金、国債、投資信託
- 生命保険、バイク自賠責保険、自動車保険
- ゆうちょ銀行ATM
- 「404-00xx」「404-02xx」区域（甲州市（旧塩山市域の一部）、山梨市（旧東山梨郡牧丘町域、旧東山梨郡三富村域））の集配業務

## 周辺
- 甲州市役所別館
- 塩山温泉
- 国道411号
- 塩川

## アクセス
- JR中央本線 塩山駅から西へ約900m（徒歩約10分）
- 甲州市市民バス 仲沢停留所下車
- 中央自動車道 勝沼ICから北へ約8km
- 駐車場あり：5台